# East Arcadia
East Arcadia är en kommun (town) i Bladen County i North Carolina. Vid 2010 års folkräkning hade East Arcadia 487 invånare.